# Gråhalsad rall
Gråhalsad rall (Aramides cajaneus) är en fågel i familjen rallar inom ordningen tran- och rallfåglar.

## Utseende
Gråhalsad rall är en stor och bjärt färgad hönsliknande rall. Noterbart är en lång gulaktig näbb, skära ben och grått på huvud och hals som kontrasterar med orangefärgat bröst. Arten liknar centralamerikansk rall ben har en brun fläck på baksidan av huvudet.

## Utbredning och systematik
Fågeln delas in i två underarter med följande utbredning:
- Aramides cajaneus cajaneus (inklusive latens och morrisoni) – förekommer från Costa Rica söderut till nordvästra Colombia (inklusive öar utanför Panama, vidareöster om Anderna till Guyanaregionen och nordöstra Brasilien och därifrån söderut till norra Argentina och Uruguay
- Aramides cajaneus avicenniae – mangroveträsk i sydöstra Brasilien (São Paulo söderut ut åtminstone till Paraná och möjligen Santa Catarina)

Tidigare inkluderades arten centralamerikansk rall (A. albiventris) i gråhalsad rall och vissa gör det fortfarande.

## Levnadssätt
Gråhalsad rall förekommer i sötvattensvåtmarker och fuktiga skogsområden, och mer sällan i mangroveträsk. Olikt många andra rallar kan den ses ute i det öppna, knixande med sin korta svarta stjärt. Den ses vanligen enstaka eller i par.

## Status och hot
Arten har ett stort utbredningsområde och en stor population med stabil utveckling som inte tros vara utsatt för något substantiellt hot. Utifrån dessa kriterier kategoriserar internationella naturvårdsunionen IUCN arten som livskraftig (LC).